# Le Castella (Isola di Capo Rizzuto)
Punta delle Castella, più nota come Le Castella, in provincia di Crotone, in Calabria. È situata sulla costa ionica della Calabria, nell'estremità orientale del golfo di Squillace a 20 km da Crotone e 40 km da Catanzaro.
Borgo costiero noto principalmente per la fortezza circondata dal mare e le sue coste costituite da spiagge e scogliere di vario tipo. La flora e la fauna marina sono tutelate dall'area marina protetta di Capo Rizzuto, la più estesa in Italia.

## Storia

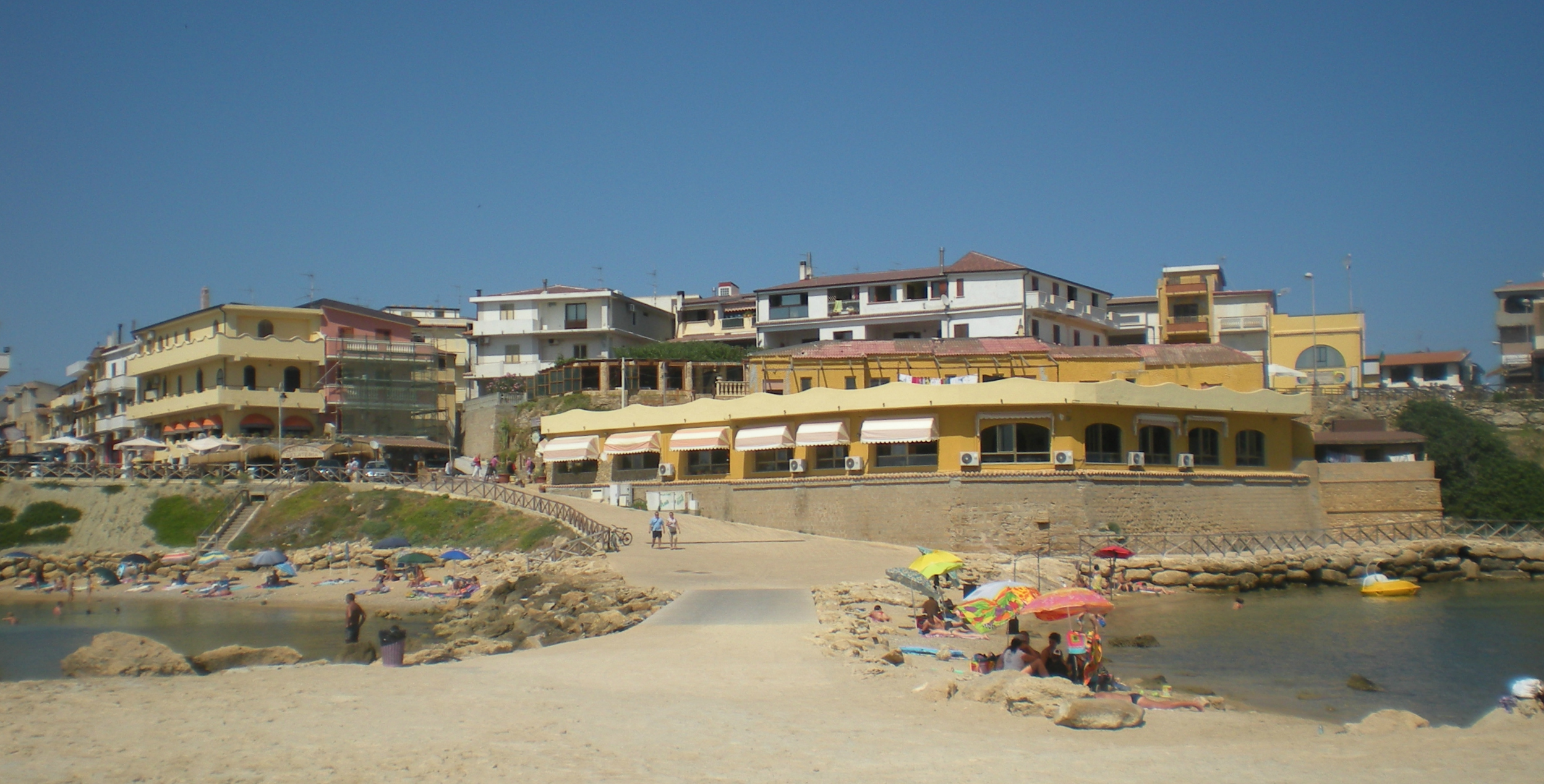
Scorcio di una parte del paese di Le Castella dalla fortificazione prospiciente.

### Origini del nome
Ciò che potrebbe far risalire la primitiva forma del nome odierno è data, in seguito alla dipartita di Annibale dopo la seconda guerra punica, dall'insediamento di 3000 coloni romani che diedero nome al luogo come Castra. Ci sono ipotesi che prima dell'insediamento romano ce ne fosse un altro fondato da Annibale, che Plinio cita come Castra Annibale, Solino come Porto D'Annibale; la persistenza di questa toponomastica riaffiora in mappe del XVI secolo, fino al XVIII secolo in cui Le Castella veniva talvolta segnata come Torre di Annibale. Non si sa se l'antica Castra Hannibalis sia effettivamente da collocare nell'attuale Le Castella o un altro nel golfo di Squillace, si è creduto che fosse collocata nel suddetto luogo fino al XVIII secolo poi si è messa in discussione perché si è pensato potrebbe essere un errore di collocazione da parte di storici cinquecenteschi. Il nome "Castella" è latino, la designazione al plurale con l'aggiunta dell'articolo "Le" non è ancora ben chiara, potrebbe essere dovuta ad una credenza/leggenda secondo cui nel luogo vi fossero costruite molte fortificazioni o abitazioni edificati su un arcipelago scomparso e sulla terraferma, idea che può avere delle basi fondate dato che in alcune secche al largo del mare, vi sono evidenti resti sottomarini di fabbricati antichi come ruderi di insediamenti; oppure altra ipotesi può essere una designazione a livello generale del territorio circostante l'abitato; c'è da intendere che comunque Le Castella non è il nome della fortificazione protesa su un piccolo promontorio ma il toponimo del territorio circostante. Il nome odierno "Le Castella" si può cominciare a stabilire con certezza dal medioevo, ed è stato preceduto da molti altri nel corso dei secoli. La documentazione medievale superstite, evidenzia l’esistenza di “Castella” o “Castellum ad Mare”, nell’ambito dello “Iustitiariatus Vallis Gratis et Terre Iordane”.La sua favorevole posizione marittima s’evidenzia già alla metà del secolo XII, quando il geografo musulmano Edrisi rileva l’esistenza di “… qaśtâl (Le Castella), città [pur] piccola, …”, segnalandone la distanza da Crotone: “Da Le Castella a quṭrûni (Cotrone), navigando a golfo lanciato, tredici miglia e diciotto costeggiando”. Nel 1219 compare come testimone in un trasferimento di proprietà scritto in lingua greca, Mansus de Castro Maris. Del dicembre 1225 è invece un documento di Federico II, nel quale vengono confermati nove privilegi di libero pascolo al monastero di Corazzo, nei tenimenti di Campolongo e dei Castelli a Mare. Alla fine del Duecento “Castelle” è riportata nella cosiddetta “Carta Pisana” mentre, nel portolano noto come “Compasso de navegare”, la cui compilazione risale al gennaio 1296 (codice Hamilton 396), sono riportate le distanze che la separavano da Squillace e dal capo delle Colonne: “Del golfo de Squillaci al capo de Castelle lx mil(lara) p(er) greco ver lo levante. Del capo de Castelle al capo de le Colomne x mil(lara) entre greco e tramo(n)tana.”. Agli inizi del Trecento, “castele” compare nell’Atlante Luxoro, conservato presso la Biblioteca Civica Berio di Genova, e nella Carta maghrebina della Biblioteca Ambrosiana (“castelle”), continuando ad essere segnalata con lo stesso toponimo durante tutto il corso del secolo, nella carta di Angelino Dulcert (1339), nell’Atlante di Abraham e Jehuda Cresques (1375), nella carta di Guillelmus Soleri (1380) ed in altre. Lo stesso toponimo “castelle” o “castele”, assieme gli analoghi “castel”, “casteli” e “castela”, si rileva durante tutto il Quattrocento ed il Cinquecento, come ci mostrano le numerose carte nautiche prodotte nel corso di questi due secoli, che si conservano presso la Biblioteca nazionale di Francia e alla Biblioteca Marciana di Venezia. Dal XV secolo fino ai giorni nostri non ha avuto una nomenclatura stabile, prima di arrivare all'attuale nome, i cartografi la designarono in vari modi come: Castellammare, Castelli a Mare, Castello a Mare; Torre di Annibale, Capo di Annibale; Li Castelli, Le Castelle, Capo delle Castella.

### Fondazione del borgo
La storia di Le Castella è lunga e segue più o meno le stesse vicende dei territori circostanti. Per i suoi paesaggi che destavano ammirazioni tra i viaggiatori antichi, Le Castella fu oggetto di tante leggende e addirittura, secondo alcuni studiosi, l'isola di Calypso descritta da Omero nella sua Odissea, sarebbe da collocarsi proprio nelle vicinanze del borgo. Fa parte dei mitologici tre promontori “Japigi”, identificati in Capo Rizzuto, Capo Cimiti e Le Castella. Japigio potrebbe essere connesso al popolo che colonizzò l'entroterra e diede il proprio nome ai tre promontori oppure dal mitico Japyx, figlio di Dedalo, uno degli artisti più valenti dell'antica Grecia, Japyx o Japige fuggì da Creta seguendo il padre in una spedizione in Sicilia; ma durante il ritorno, una violenta tempesta lo fece naufragare presso le coste dell'odierna Calabria, ed alla località fu dato il nome di “terra Japigia". Gli Japigi, furono anche un popolo di cui non è chiara la provenienza, se dal territorio dove fu fondata Cartagine o se indoeuropeo proveniente dall’antica Illiria che colonizzò i tre promontori japigi e anche buona parte della Puglia nel 1200 a.C., furono poi scacciati da un altro popolo antico, i Coni (originari dell'Epiro nella penisola balcanica), e si trasferirono definitivamente nella vicina Puglia.
Punta Castella cominciò ad imporsi in seguito al trattato di amicizia tra Roma e Taranto nel 304 a.C.; in base al trattato, alle navi militari romane era proibito navigare ad oriente di Capo Lacinio così i Tarantini – per sorprendere le navi romane che provenivano dal Tirreno e si dirigevano verso Taranto – costruirono un avamposto nell'odierna Le Castella.
Tra la seconda metà del IV secolo e l'inizio del successivo risalirebbe un muro lungo di circa 40 metri, ritrovato sotto le fondazioni orientali del castello durante alcuni scavi di consolidamento avvenuti tra la fine degli anni Novanta del Novecento e l'inizio dei Duemila.
Negli ultimi anni della seconda guerra punica, tra il 208 ed il 202 a.C., Annibale fece costruire là dove ora sorge la fortezza, una sorta di accampamento (o una torre di vedetta), è ancora dibattuto se il condottiero cartaginese abbia davvero costruito un accampamento dato che l'allocazione dell'antica "Castra Hannibalis" non è pienamente certa.
Dopo la dipartita di Annibale i Romani fecero sbarcare per motivi strategici sul posto circa tremila coloni e chiamarono il luogo Castra. Fu così che la permanenza di quegli uomini diede origine al borgo che prese poi vari nomi nel corso dei secoli.
Secondo Strabone e Plinio il vecchio, ci furono varie isole distanti da Le Castella e Capo Rizzuto, alcune erano ammirate per la loro particolare bellezza e una fu abitata da pescatori bruzi. Cartografi antichi e medievali attestarono nelle loro mappe la morfologia e la toponomastica delle isole. Il numero e le dimensioni è non definito e confuso. Si conoscono i nomi di alcune delle isole: Tiris, Meloessa, Ogigia, Eranusa e l'isola dei Dioscuri.

### Vicende dall'alto medioevo fino all'epoca contemporanea

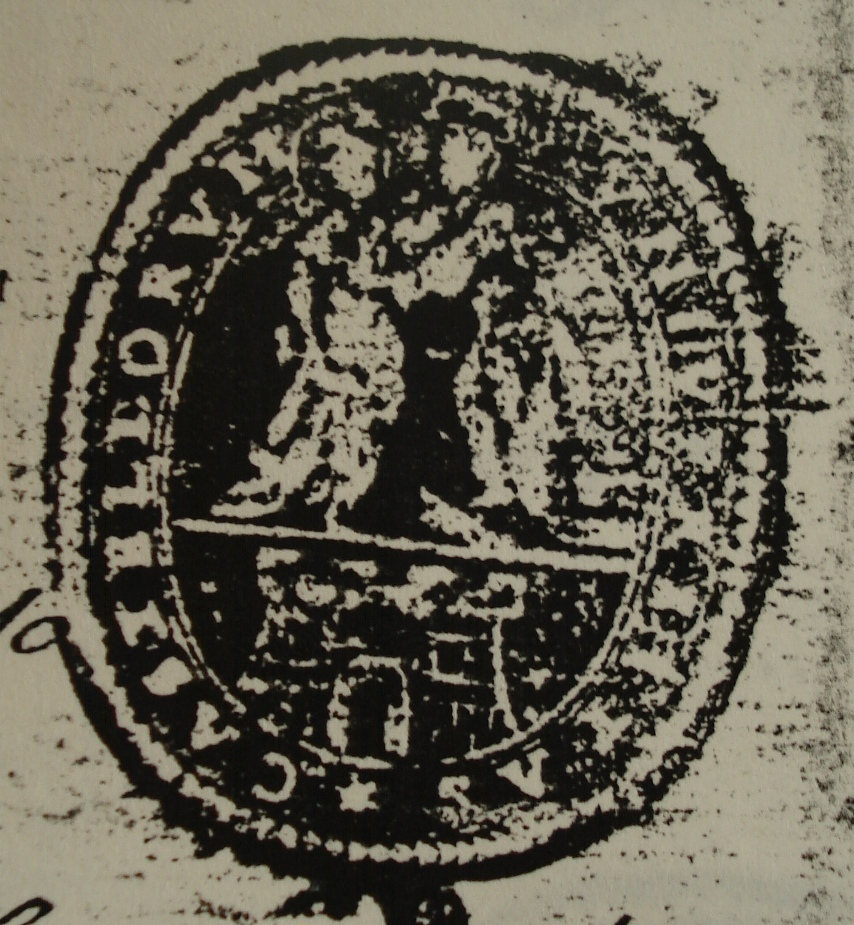
Sigillo dell'università castellese del XVIII secolo, con raffigurati due santi, il castello e la dicitura "CASTELLORVM VNIVERSITAS". Il castello raffigurato non è la fortezza sull'isolotto, ma un castello allocato nel borgo che fu residenza dei feudatari proprietari del feudo castellese. Università in questo caso è da intendere come universi cives, cioè unione di tutti i cittadini, entità amministrativa feudale.

Nei secoli IX–XI Castella fu occupata dagli Arabi che avevano fondato un emirato nella vicina Squillace e avevano quindi tutto l’interesse di controllare l’intero golfo. Cessata in parte la minaccia araba, Castella divenne pian piano un popoloso borgo sul quale vennero erette anche due chiese: quella di Santa Maria e l'altra di San Nicola dipendenti dall’Abbazia di Sant'Angelo de Frigillo in Mesoraca fino alla soppressione della suddetta abbazia avvenuta nel 1652, e successivamente accorpata a Santa Maria della Matina in San Marco. Si ha notizia poi che intorno al 1251 a Castella erano presenti pubblici ufficiali quali giudici e notai, segno evidente questo di un’attiva vita commerciale e sociale; Ebbe anche una propria universitates con stemma annesso.
Nel XIV secolo fino al XVI secolo seguì le vicende storiche del regno di Napoli, in alcuni momenti Le Castella fece parte attiva nell'esito dei governi come nell'evento conosciuto come battaglia di Le Castella, fu una serie di battaglie decisive all'interno dei vespri siciliani.
Conosciuta come Castellorum maris, nel dicembre 1444 la fortezza, a quel tempo proprietà del marchese Antonio Centelles fu cinta d'assedio e conquistata dall'esercito di Alfonso V d'Aragona. Nove anni più tardi, il re nominò il suo fidato falconiere Maso Barrese castellano della fortezza, nel mentre divenuta proprietà demaniale e a quel tempo collegata alla terraferma mediante una strada alta e larga. Nello stesso periodo, a destra dell'ingresso si apriva un ampio piazzale, mentre sul lato opposto si trovavano una serie di piccole stanze a volta e una chiesa. Il 24 giugno 1462 il re accolse una richiesta di perdono da parte di Centelles, al quale il castello fu nuovamente affidato assieme al marchesato di Crotone. Con la definitiva cattura del marchese all'inizio del 1466, il castello tornò di nuovo direttamente nelle mani del re. Nel mese di ottobre del 1486 il castello fu affidato dal principe di Taranto a Francesco De Miro, che si occupò del castello assieme ad undici collaboratori. Fu durante il periodo aragonese che la fortezza prese le forme architettoniche odierne. Nello stesso periodo, un poeta e militare castellese di nome Coletta De Castelli allietava con le sue poesie la corte dei regnanti aragonesi. Importanti lavori di ristrutturazione, iniziati da Alfonso II di Napoli, si conclusero nel 1487. Durante l'aprile 1491, l'università di Le Castella fece richiesta al re di poter utilizzare i proventi dall'esenzione del pagamento di un carlino a fuoco per le fabbriche del regno per ristrutturare le mura cittadine, danneggiate dalle mareggiate. Nell'ottobre 1496 il castello fu venduto da Federico I di Napoli ad Andrea Carafa.
Dal XVI secolo fino al XVIII secolo il paese e la sua fortezza diventarono scenari delle incursioni ottomane. Gli ottomani misero a ferro e fuoco l'intero borgo, uccidendo e rapendo molti abitanti. Nel 1536 il celebre corsaro barbaresco Khayr al-Din Barbarossa vi rapì Giovanni Dionigi Galeni, divenuto famoso come ammiraglio e corsaro con il nome di Uccialì (Uluç Ali Paşa).
Dal XVII secolo fino agli inizi del XVIII secolo Le Castella ebbe un periodo di decadenza, le continue incursioni ottomane e piratesche resero pericoloso vivere nel luogo, nel 1644 l'abitato di Le Castella fu abbandonato per ordine della corte regia e ci furono anche proposte per abbattere la fortezza sul mare per evitare che diventasse un covo ottomano. L'insediamento odierno è di costituzione moderna, a partire dalla seconda metà del XVII secolo, da quando cominciò lentamente a ripopolarsi. Tra il XVI e il XVII secolo, la fortezza fece da ricovero per gli abitanti della zona, in mancanza di altre difese formando così un piccolo borgo fortificato all'interno dell'isoletta. È noto il resoconto del tour condotto dall'abate Saint-Non, in cui constatò lo stato di abbandono della fortezza, ridotto a rudere e le condizioni umili degli abitanti del borgo. Nel 1799 fu luogo di scontro tra francesi e borbonici e punto di approdo delle truppe provenienti dalla Sicilia. Da quel momento il borgo, prima comune feudale, successivamente aggregato a Crotone e poi divenuto frazione di Isola Capo Rizzuto nel primo decennio del XIX sec., segue le vicende amministrative e politiche prima del risorto Regno delle Due Sicilie, poi dello Stato italiano. Verso gli anni '50 del XX secolo, dopo gli interventi dell'opera Sila, il centro urbano si espanse per tutta la punta di Le Castella. Negli anni '60 fu scelta come set cinematografico per L'armata Brancaleone e Il Vangelo secondo Matteo. Nel 1991 venne istituita l'area marina protetta di Capo Rizzuto e Le Castella entrò nel sul comprensorio. Nel 1999 ospitò tutte le puntate della 30ª e ultima edizione di Giochi senza frontiere. Nel XXI secolo ha sviluppato maggiormente la propensione turistica e diventata nota in provincia e anche in regione.

## Monumenti e luoghi d'interesse

### Fortezza di Le Castella
La celebre fortificazione, chiamata colloquialmente castello, di probabile origine magnogreca, sorge su una piccola penisola protesa sul mare.

Una mareggiata negli anni 70 del XX secolo ha scoperto sotto le fondazioni del castello sul retro lato est un grande muro della lunghezza di circa 40 m la cui tecnica di costruzione, con blocchi di calcare e piccoli riquadri in pietra disposti a scacchiera, ricorda molto da vicino quella utilizzata in un muro ellenistico di Velia: la sua datazione oscilla tra la seconda metà del IV e gli inizi del III secolo a.C. Ciò fa pensare ad un antico muro frangiflutti oppure a quel che resta di una phrourion crotoniate, cioè un avamposto militare e scalo naturale per le imbarcazioni. La fortificazione non fu una residenza fortificata stabile per nobili o signori quindi non può essere considerata un castello, ma piuttosto un fortilizio o roccaforte, un castello fu costruito in una zona all'interno del paese e fu residenza dei feudatari del feudo, una sua raffigurazione è presente sulla stemma dell'università castellese. Nel forte, oltre alla cinta muraria con il mastio e i vari scompartimenti militari, vi erano edifici civili e religiosi, perché all'interno vi era anche la presenza di un borgo che non ospitava esclusivamente guarnigioni, ma anche chi abitava nella zona, si registra che almeno dalla seconda metà del XVII secolo fino agli inizi del XVIII secolo il borgo era all'interno della cinta muraria della fortificazione ed il promontorio era più per scopi agricoli-pastorali. La fortezza ebbe varie modifiche architettoniche nel corso dei secoli, a seconda dei governanti e delle esigenze difensive, molte parti dell'intero corpo sono state costruite in epoche diverse.

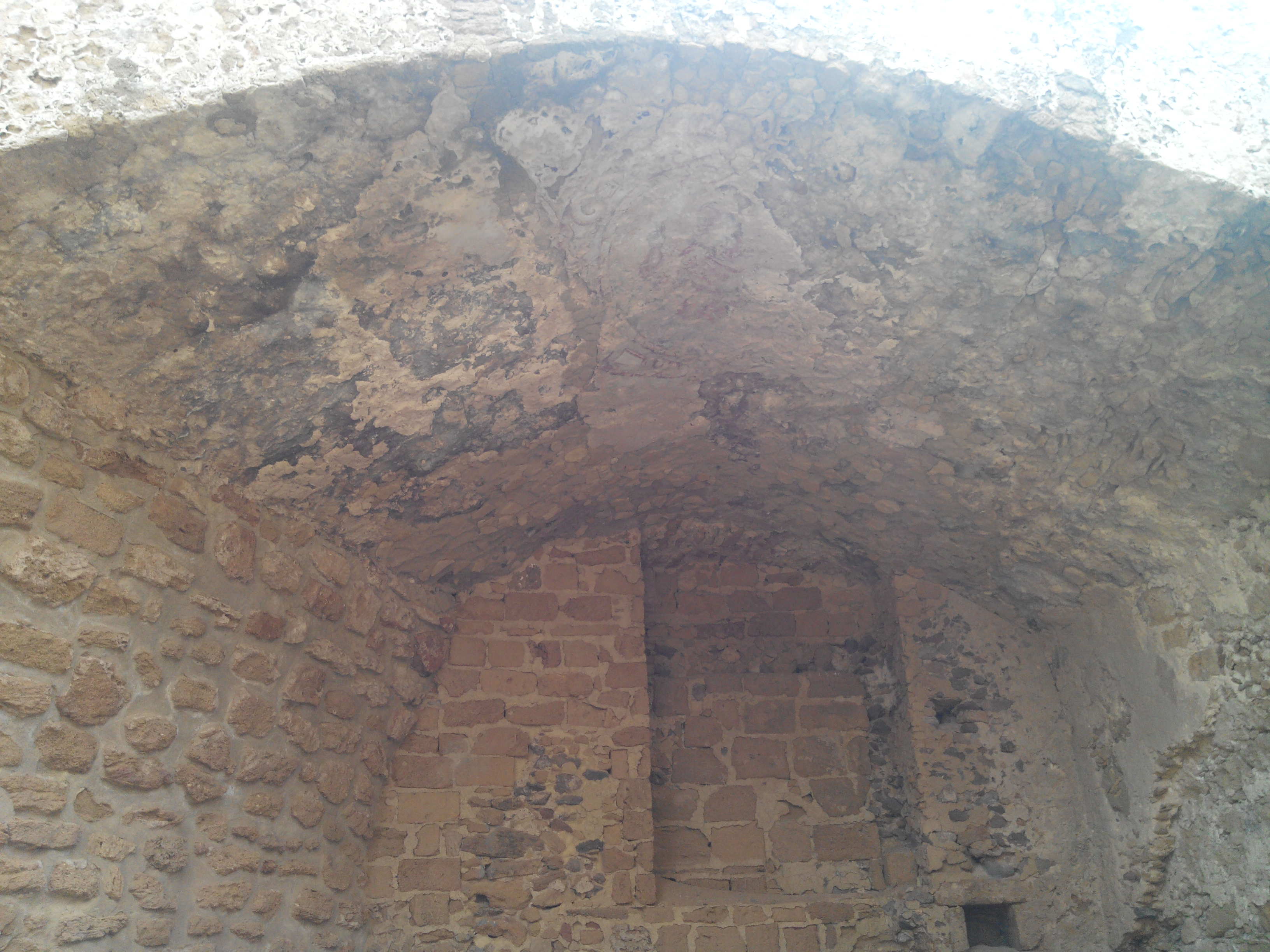
Cappella della fortezza
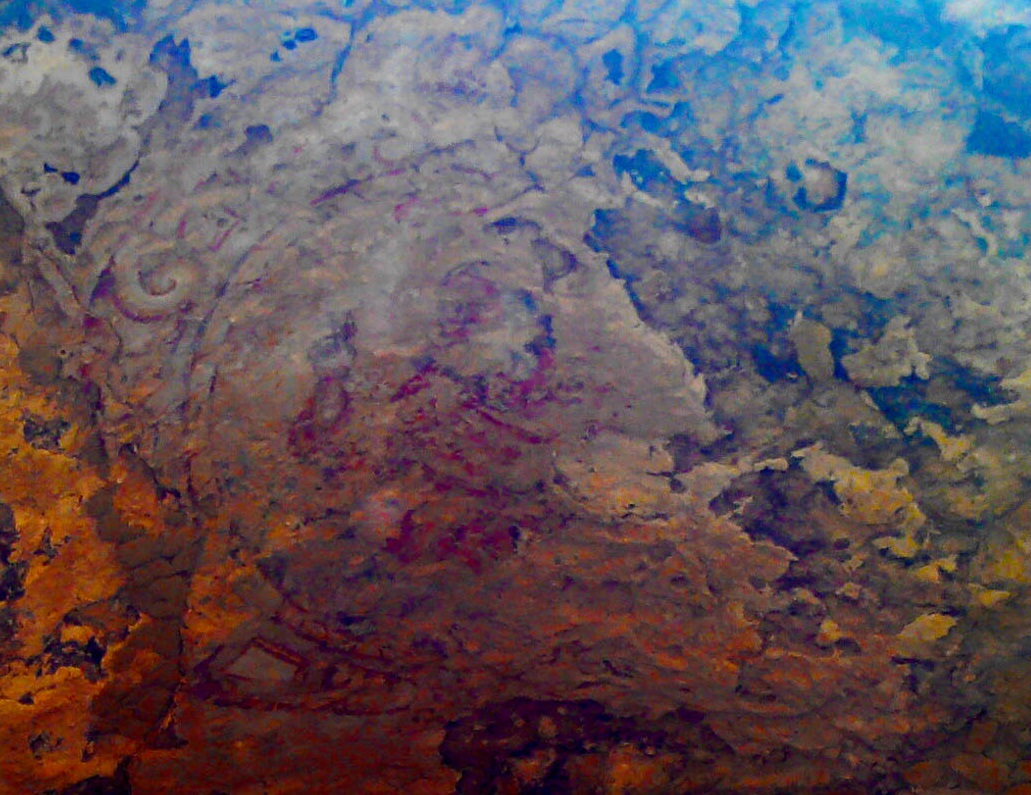
Dettaglio sull'affresco dipinto sull'arco di volta dell'abside.

Nel settembre 1980 le Poste Italiane dedicarono alla rocca di Le Castella un francobollo da 80 lire, facente parte della raccolta nota come "Castelli d’Italia".
Nel 2015, grazie ad una delibera, apre le porte ai matrimoni civili.
La fortezza é un polo museale gestito dalla Direzione Regionale Musei del MiC

#### Cinta muraria del borgo

##### Muro vecchio
Si trova vicino al porticciolo peschereccio, nel luogo che adesso è diventato area parcheggio, è, assieme ad altri muri sparsi per il paese, ciò che resta della cinta muraria che difendeva il paese dalle invasioni, questo tratto murario, costruito su una struttura più antica risalente probabilmente al periodo magnogreco, iniziava dall'accesso principale al borgo (Porta de Fora: uscita che portava fuori città direzione Capo Rizzuto) per finire all'accesso meridionale. Dove oggi sono ancora visibili i resti, un tempo venne eretta una piccola troniera di vigilanza a ridosso della scarpata che divideva la campagna dal promontorio castellese.

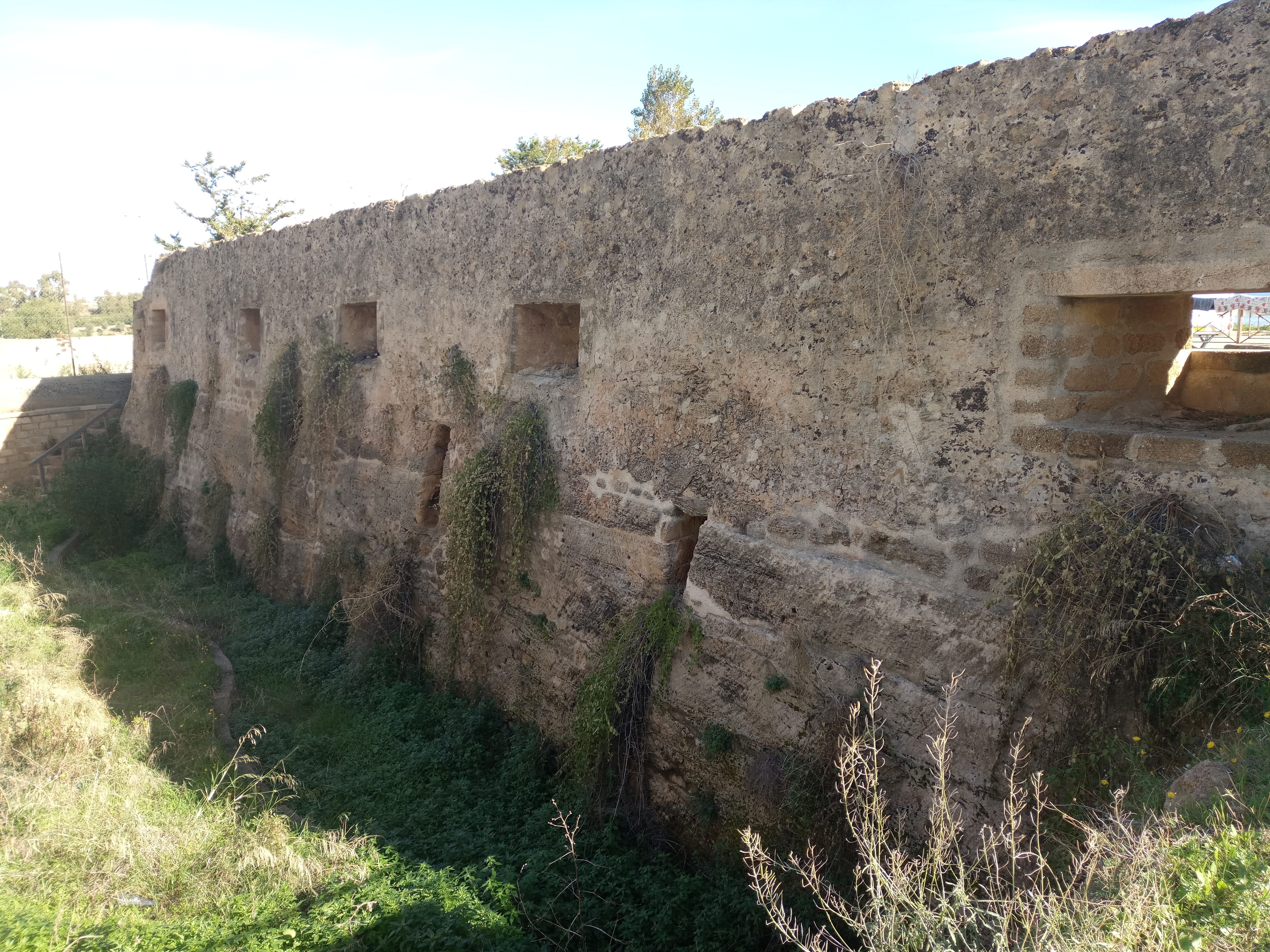
Ciò che resta di un'antica cinta muraria che circondava il paese, è stata rivalutata scavando la terra fino alle fondamenta, dotata di scaletta e passaggio per vederla da vicino ed alcune luci.
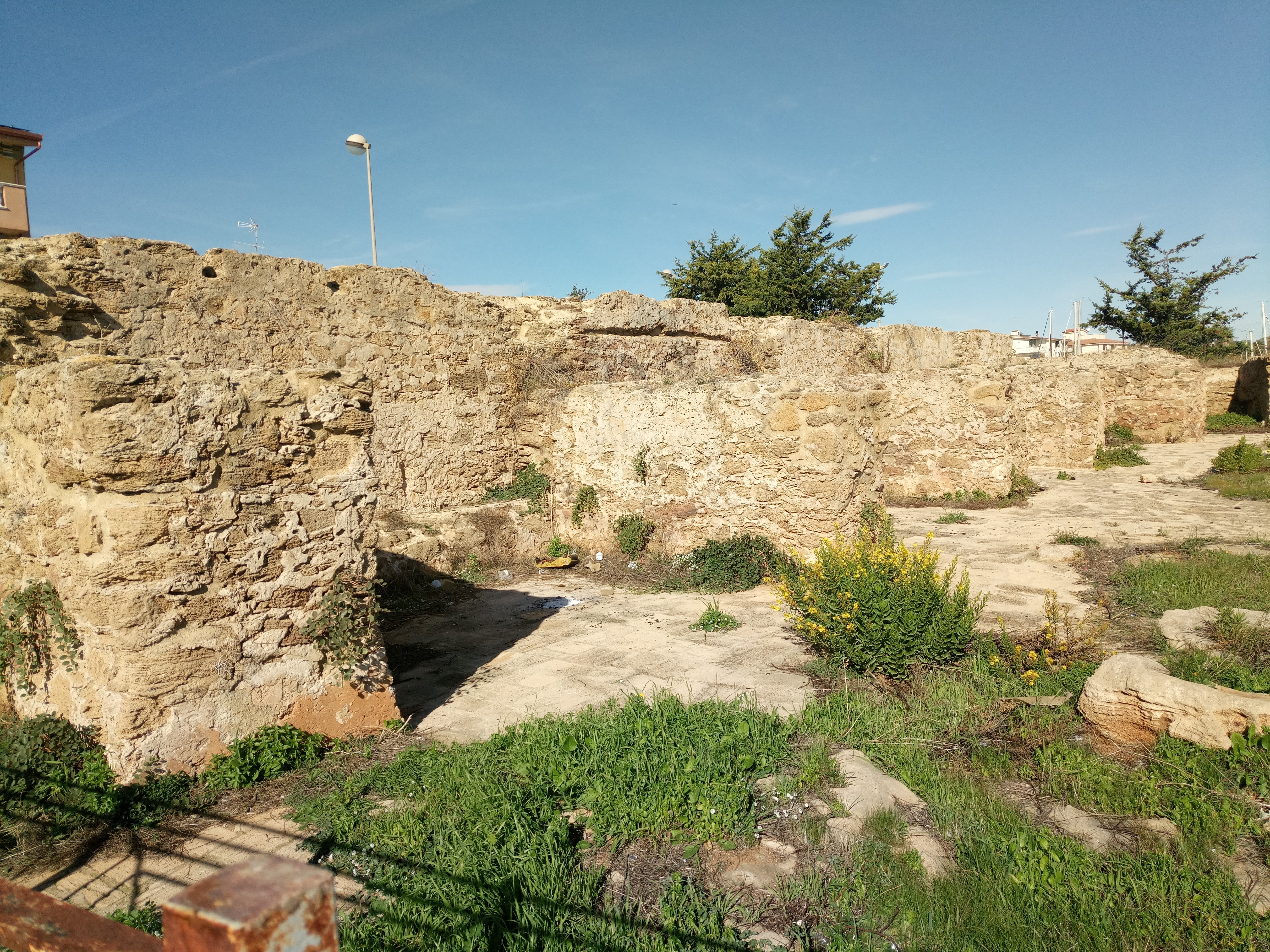
Ruderi delle mura difensive,

#### Torri costiere e Torri d'avvistamento
Così come in tutta la costa del regno di Napoli, nelle vicinanze di Le Castella sono presenti torri costiere a scopo difensivo, comunicavano tra di loro tramite segnali di fumo quando avvistavano invasioni dal mare o sulla terra.
- Torre Brasolo (o altresì conosciuta come Grisciolo)

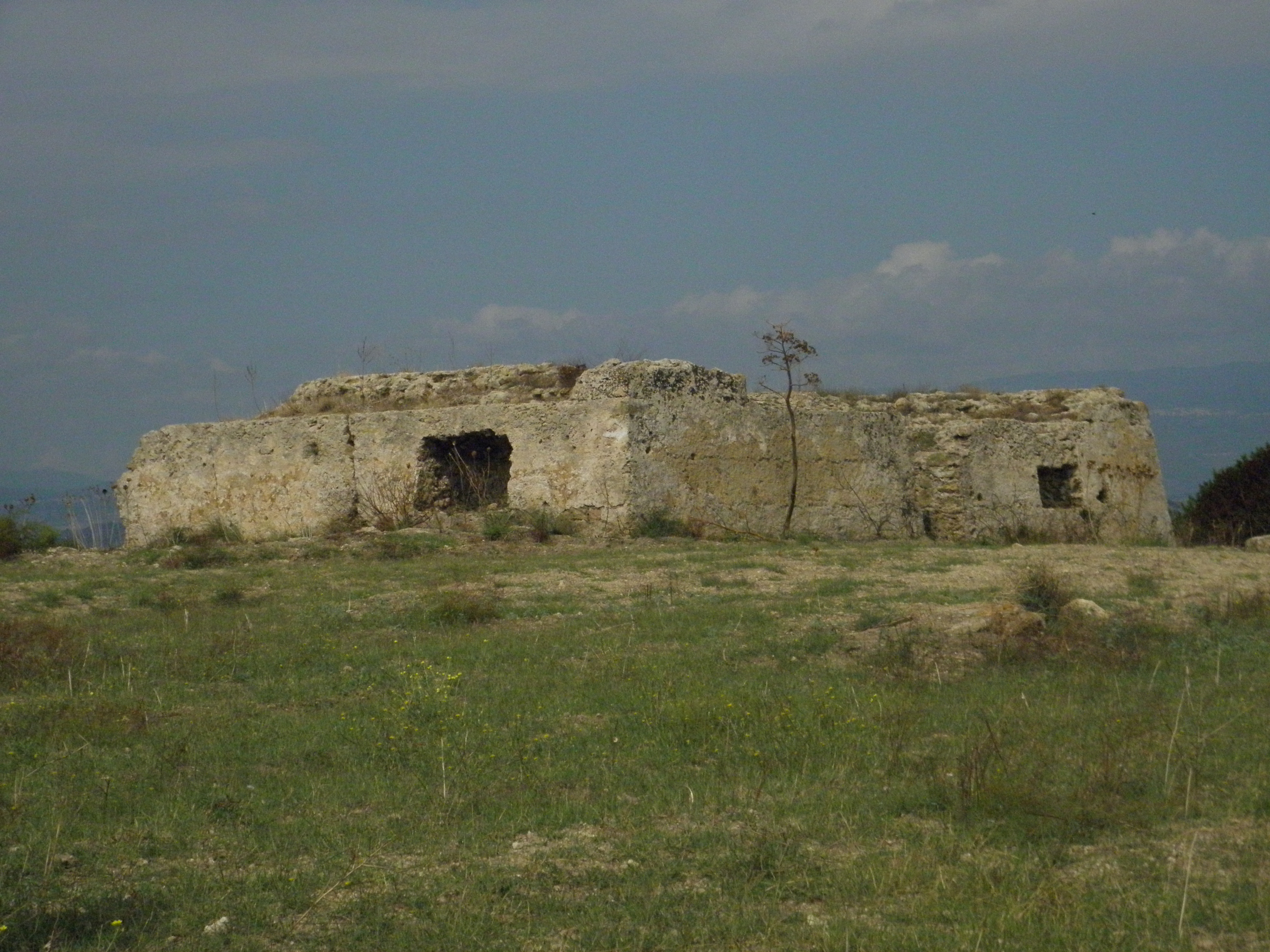

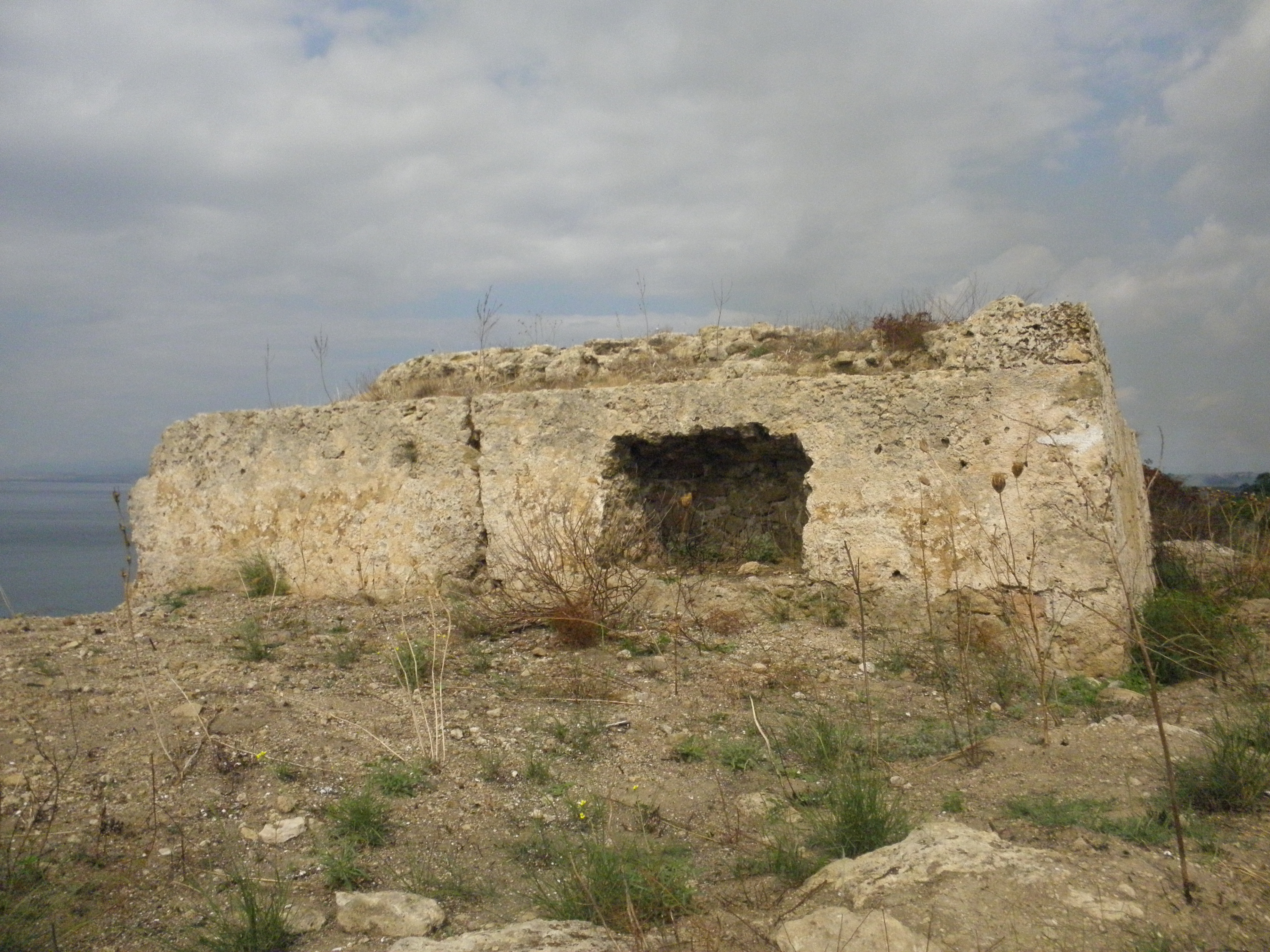

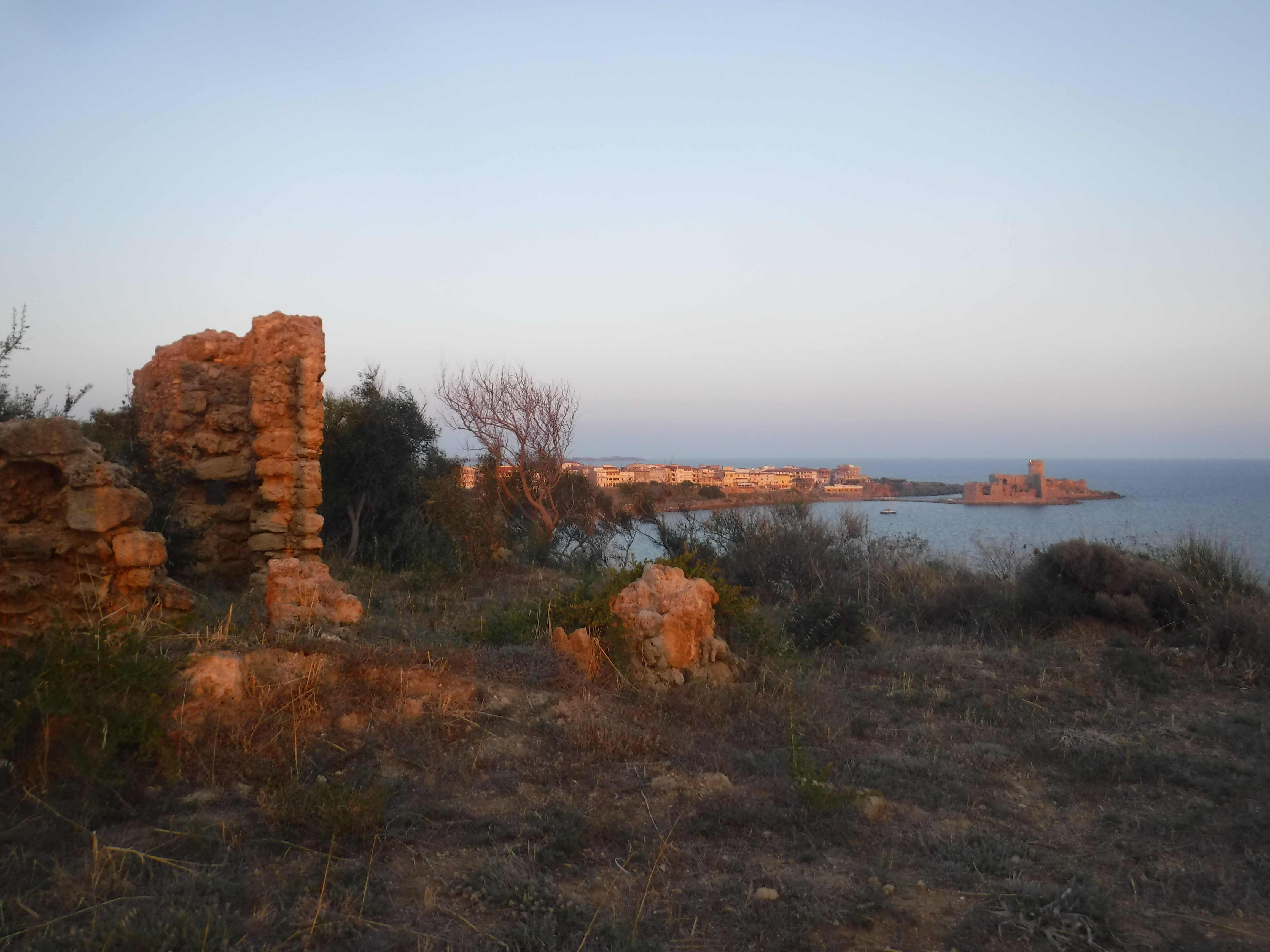
Ruderi di antica stazione semaforica o telegrafo ottico sul promontorio antistante il borgo

- Torre Telegrafo Ruderi di antica stazione semaforica o telegrafo ottico sul promontorio antistante il borgo

### Architettura sacra

#### Chiesa della Visitazione della Beata Vergine Maria

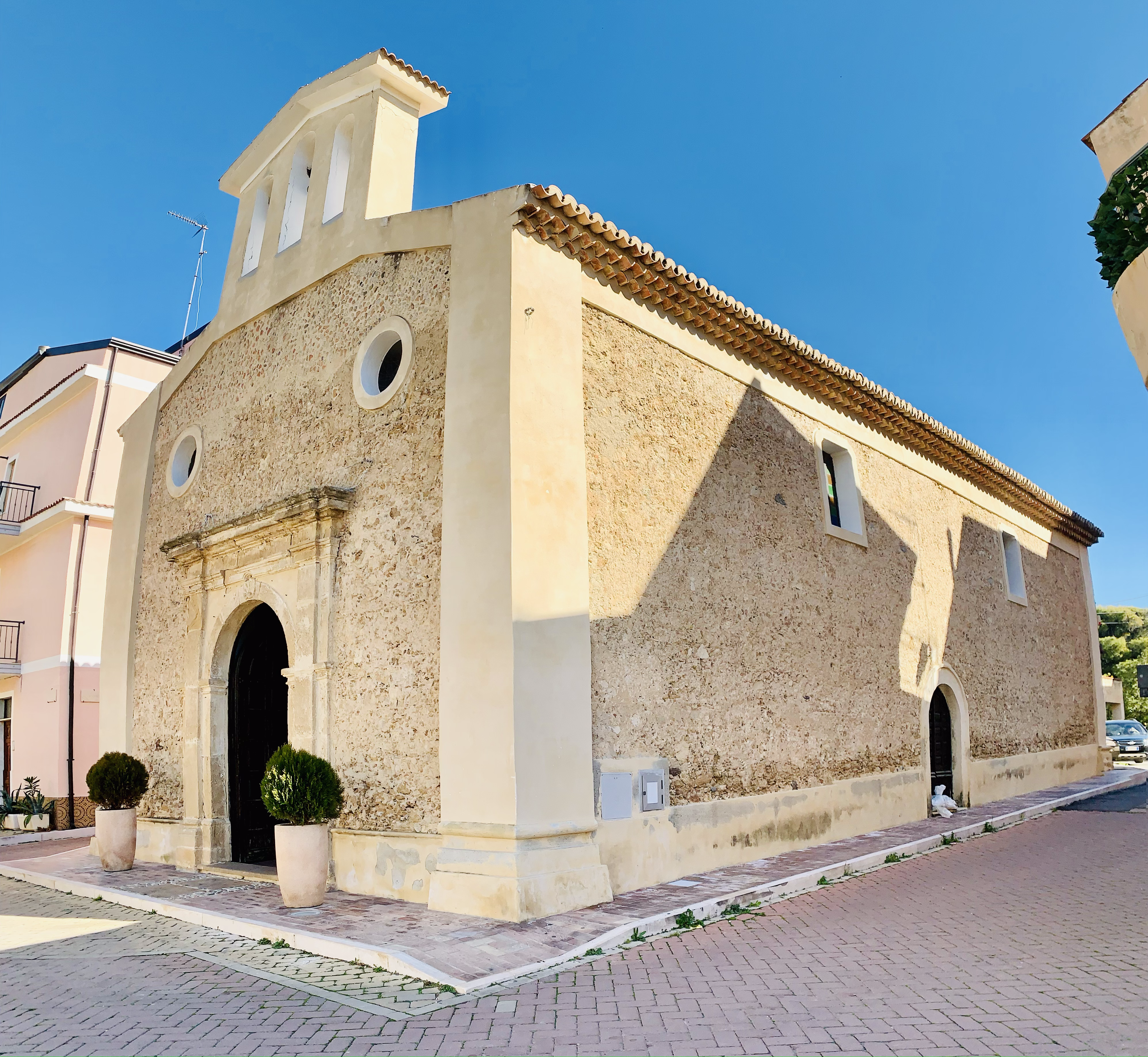
La chiesa della Visitazione della Beata Vergine Maria.

Presente almeno dal XVI secolo con il nome di Santa Maria de Castellis, aveva una sacrestia, cimitero e campanile, verso il 18 secolo prese l'attuale nome di Visitazione della Beata Vergine Maria. In seguito al terremoto del 1783 che colpì molti luoghi della Calabria, venne riparato da re Ferdinando IV. Oggi si presenta come una chiesa a navata unica, con campanile posto sul fronte, foto degli anni 30 del 20 sec. dimostrano che non fu sempre così, infatti era di lato. Nell'interno ci sono varie statue di santi, tra cui San Francesco d'Assisi, Sant'Antonio da Padova, San Giuseppe, Santa Rita da Cascia, Madonna Addolorata e Santa Maria de Castellis o altresì denominata come Stella Maris. C'è un quadro di scuola napoletana settecentesca della Visitazione di Santa Elisabetta, di cui la rassomiglianza con la Visitazione del pittore Mariotto Albertinelli è così accentuata quasi da risultarne una copia che l'autore avrà attinto dal suddetto: reca la scritta: R. D Natalis Minasi F.r Antonio Basile f. 1781. Da un lato è lo stemma di Castella; dall'altro, altro scudo gravato dalla lettera C, forse fatta dipingere da colui che in una riga sottostante ha fatto scrivere col pennello le indicazioni del suo intervento. C'è anche una copia della raffigurazione della Nostra Signora Di Guadalupe.

#### Resti nell'Annunziata
Costruito verso il basso medioevo, fu una chiesa dedicata all'Annunziata con annesso anche edificio per ordini religiosi, che da' il nome all'omonima località.

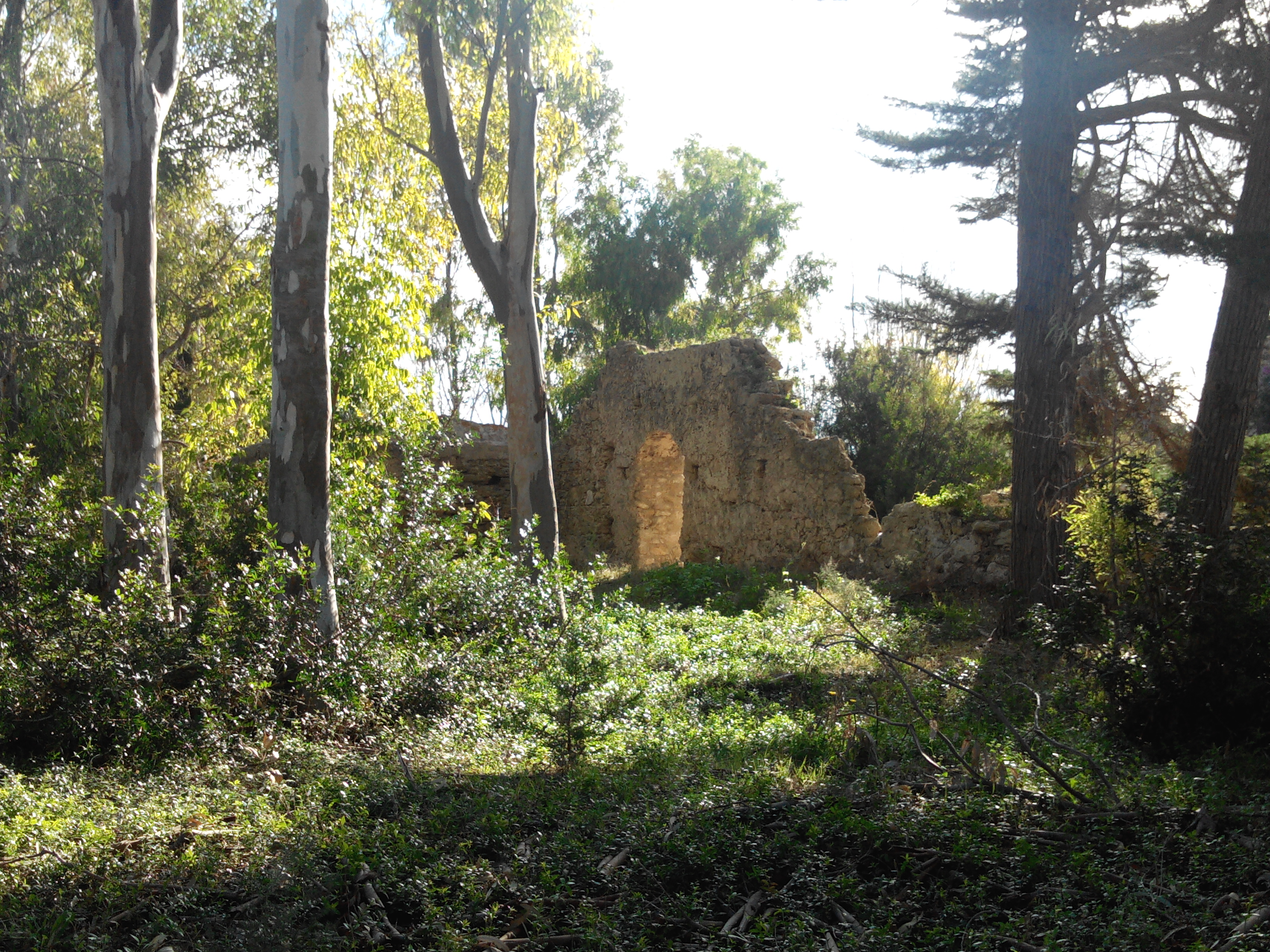
Porta laterale dell'edificio
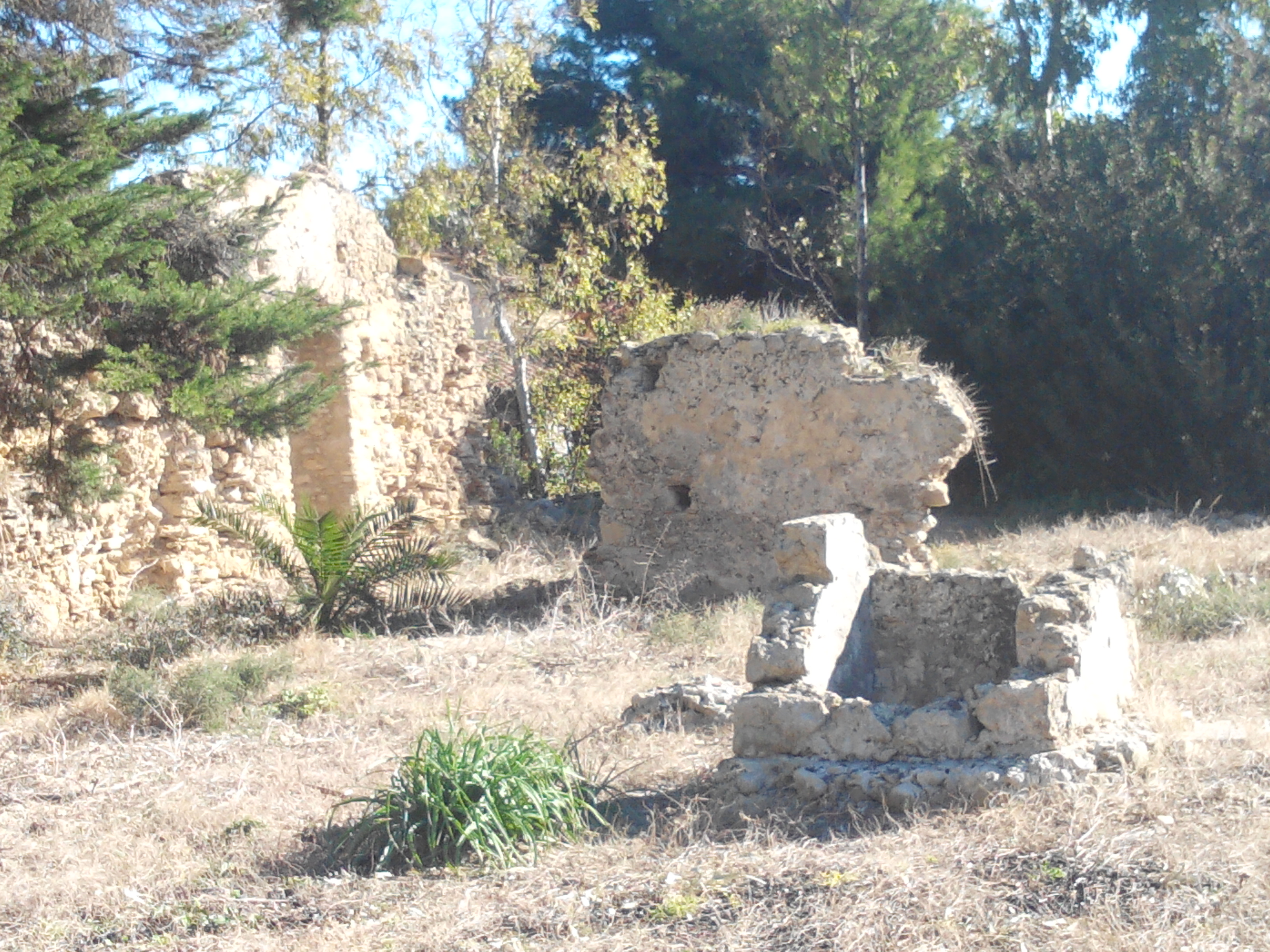
Alcune pareti, visibile un piccolo pozzo
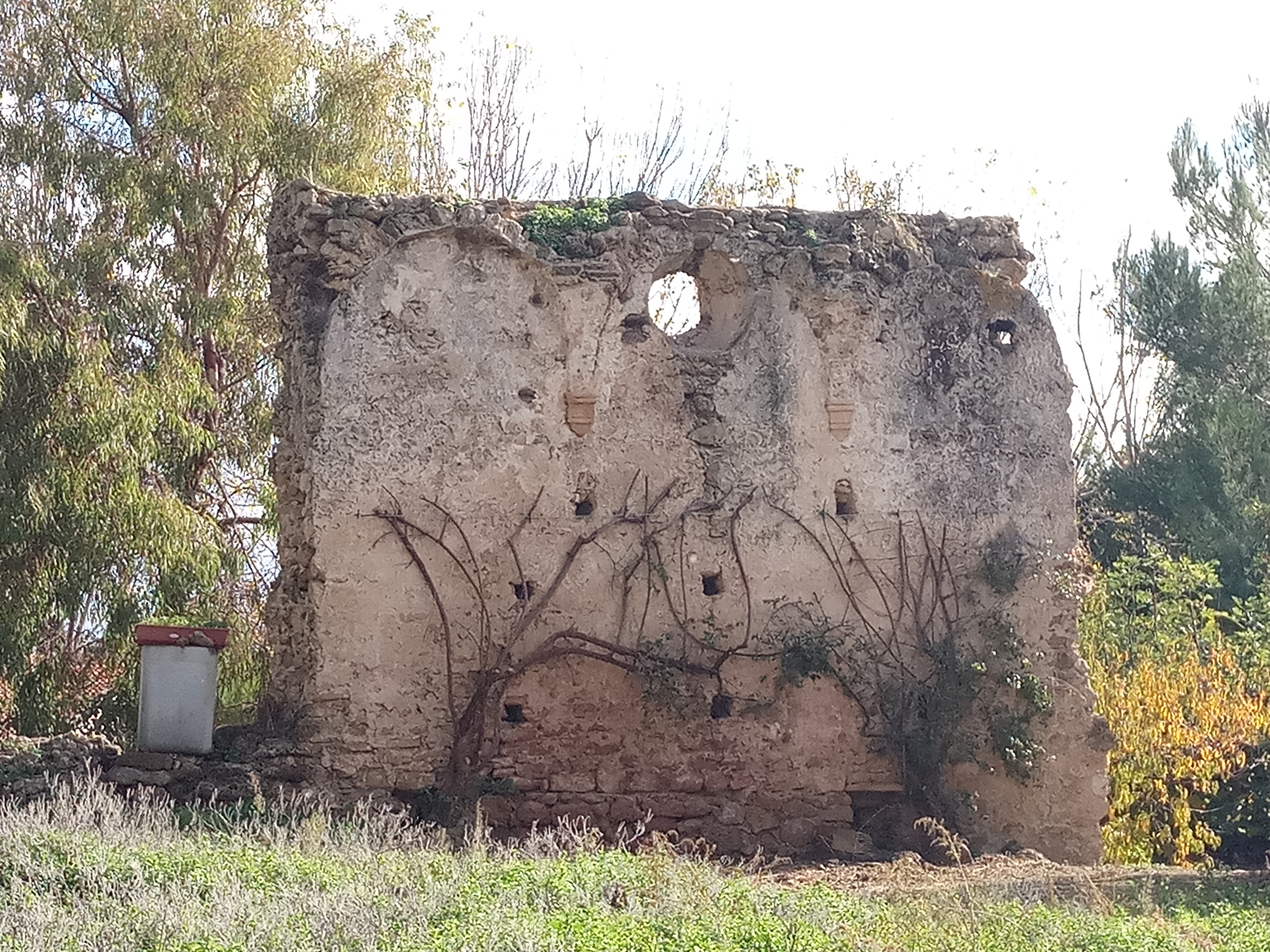
Parete dell'antico edificio religioso

### Cave

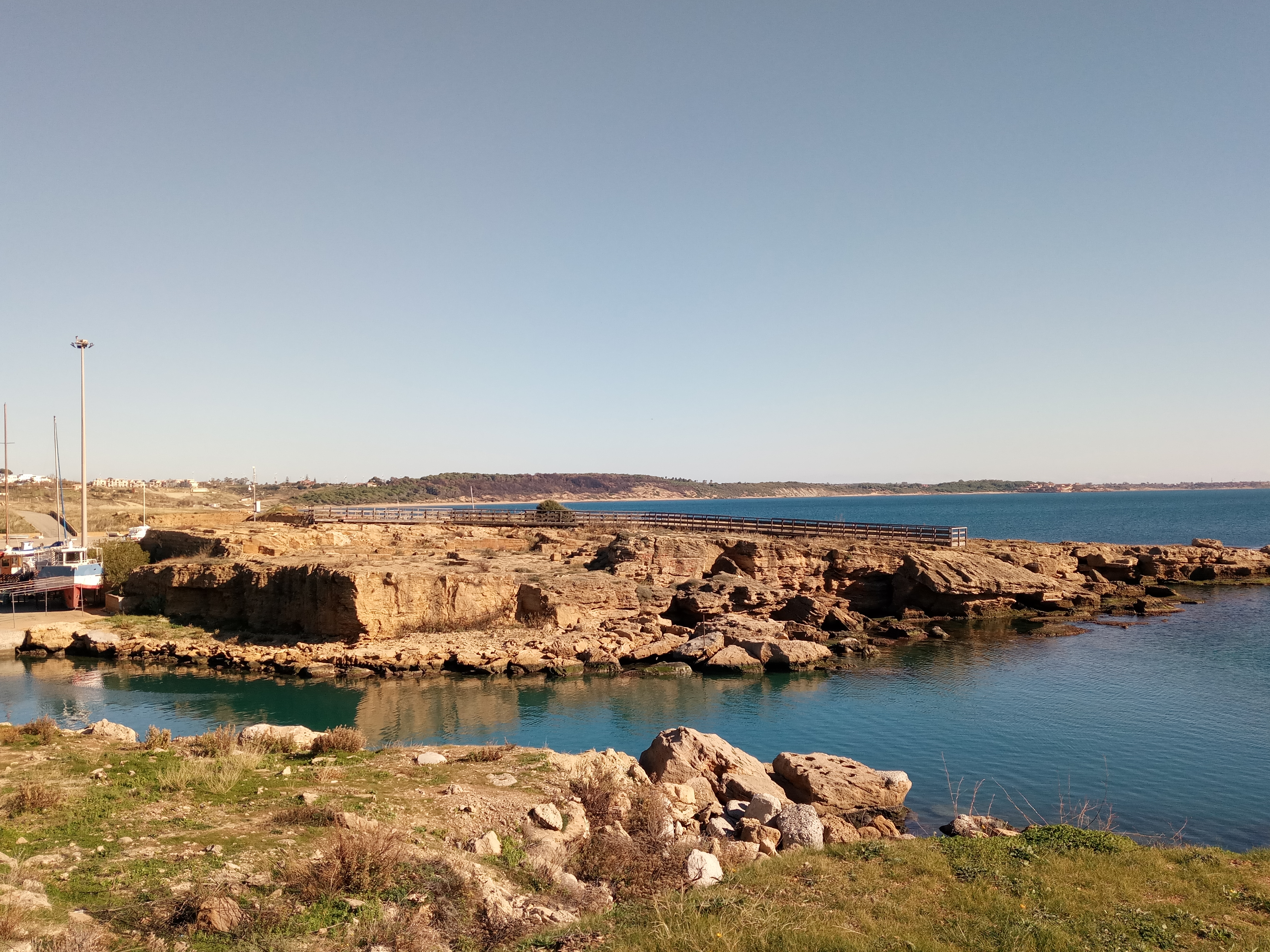
Vista dalla piazza mercatale di alcune delle cave greche sparse tra la darsena e la scogliera lato est, la suddetta in foto è situata sopra la darsena, vi è una passerella da cui è possibile visitarle.

Il luogo per millenni ha avuto abbondanza di giacimenti di tufo e arenaria, utilizzati da tempi molto antichi, almeno dal periodo della colonizzazione greca, principalmente come materiale per la costruzione di edifici. L'estrazione si è protratta fino alla seconda metà del XX secolo quando l'ultima cava è stata sottratta per costruire l'attuale darsena Resti di antiche cave sono tuttora visibili: sulla scogliera, in particolare nella zona del Cannone; darsena; alcune nella contrada di Santa Domenica; un'antica cava sommersa dal mare a sud-ovest dalla fortezza ad una profondità tra i 4-5 metri.
Un esempio di una delle tante cave è alle propaggini della darsena vi sono alcune delle antiche cave di blocchi e di rocchi di colonna (VI-III secolo a.C.). Da esse sono stati presumibilmente estratti i rocchi delle colonne del Tempio di Hera Lacinia, posto sul promontorio di Capo Colonna e i materiali per la fortezza castellese. Sono infatti visitabili, percorrendo tutto il porto turistico, ricavato dalla cava di tufo, al termine del porto con l'invito di passerelle di legno, i resti della cava Magno-greca. Sulla destra si possono osservare resti di grossi mattoni di tufo di forma rettangolare e sulla sinistra quelli a forma cilindrica, il sistema di estrazione è evidente in questi, dopo aver scalpellato i cilindri venivano fatti quattro fori alla base sono evidenti nelle forme rimanenti, i quattro solchi dove venivano inseriti quattro cunei di legno secco, successivamente bagnati, consentivano il distacco del cilindro, ne sono presenti resti di alcuni spezzati al centro, quindi inutilizzabili. Secondo gli archeologi sono databili intorno al VI-III secolo a.C. non sono evidenti nella cava i resti del periodo estrattivo del castello XII-XIII secolo d.C., è evidente che è costruito con il tufo del luogo ma le estrazioni prossime a questo non hanno lasciato traccia. Il banco roccioso e la cava avrebbero dovuto essere demoliti nel corso della costruzione del nuovo bacino portuale, ma è stato salvato per l’intervento della Soprintendenza archeologica della Calabria, in seguito a segnalazioni e sollecitazioni del Gruppo Archeologico Krotoniate.

### Sculture
- Statua dedicata a Ucciali ( anche conosciuto come Occhialino ) (38°54'28.0"N 17°01'22.0"E)
- Donna con delfino (38°54'26.7"N 17°01'27.7"E)
- Crocifissione con Maria e S. Giovanni (38°54'48.3"N 17°01'29.4"E)
- Stazioni per la Via Crucis
- Statue di Punta Cannone

### Spiagge
Sono presenti anche spiagge, una lista di alcune di esse:
- spiagge Le Castella, ve ne sono due che sono propriamente adiacenti al paese che sono divise da una scogliera, una che è più prospiciente la roccaforte, si presenta con sabbia mista a sassi (38°54'28.7"N 17°01'19.2"E), un'altra è dentro una piccola conca tra il paese ed il promontorio, è tra le più conosciute e frequentate della zona, la sabbia è dorata e di grandezza normale, vi sono presenti anche alcuni scogli sul fondo del mare (38°54'36.1"N 17°01'13.0"E)
- spiagge Santa Domenica, sabbia normale e di colore dorato, nel 2022 ha ricevuto il premio bandiera blu (38°55'06.2"N 17°02'24.2"E); in un altro tratto la sabbia è fina e di colore grigio, la particolarità di è che vi sono presenti delle emissioni sulfuree che fuoriescono dal fondo del mare, come quasi una sorgente termale (38°54'56.5"N 17°01'50.5"E)
- varie piccole spiagge dentro insenature

### Scogliera
Lungo tutto il lato est della punta di Le Castella e antistante la fortezza sono presenti le scogliere. Nel lato sud le scogliere di roccia calcarea presentano forme di onde marine e varie forme sinuose e stratificate, più a nord, la scogliera presenta forme più o meno regolari e piane. Sono stati rinvenuti fossili di echinoderma e pinna nobilis olocenici.Sono visibili inoltre i segni squadrati dati dall'estrazione di mattoni per la fortezza ed edifici della zona e forme circolari per le macine o per i ronchi del tempio di Capo Colonna. 

Panoramica di una parte della scogliera
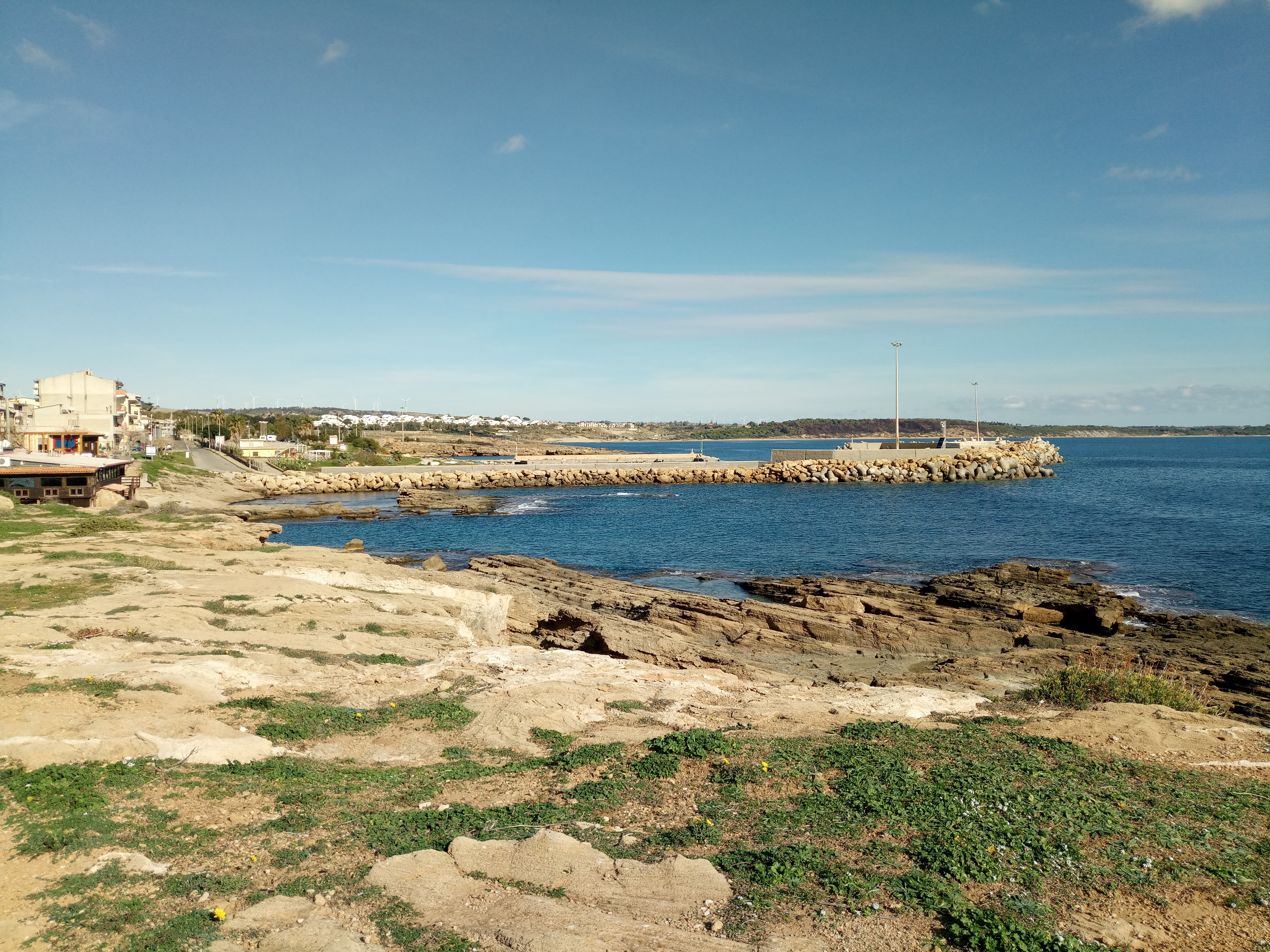
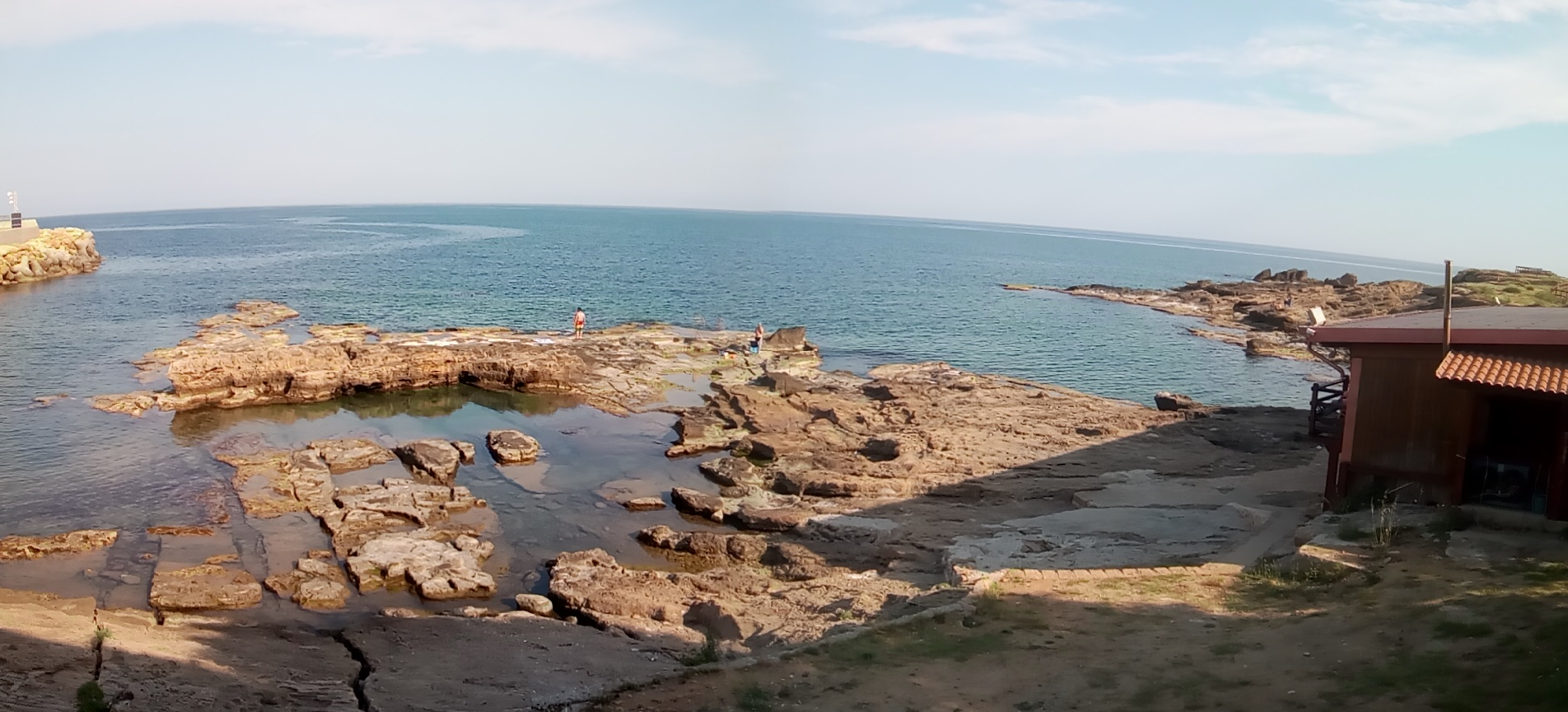
.
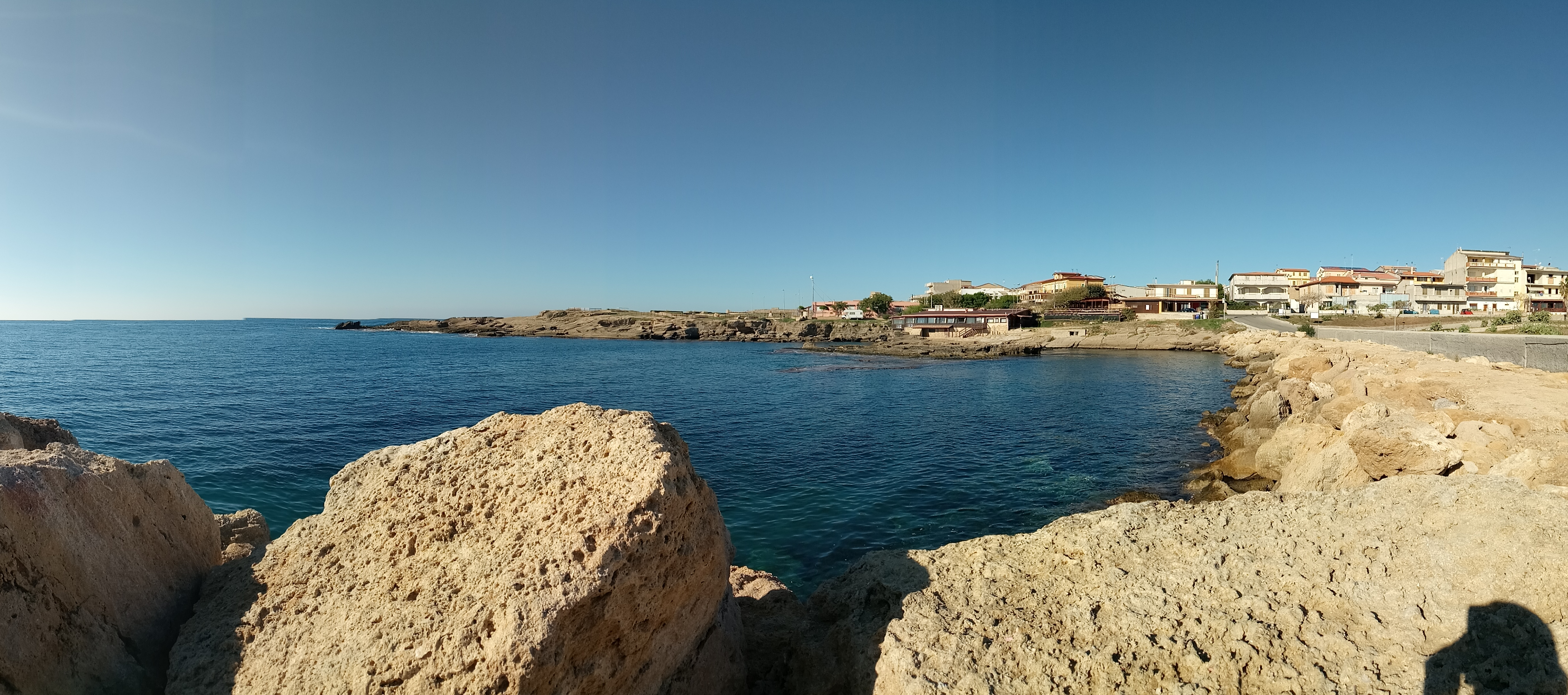

### Archeologia subacquea
I resti rinvenibili tramite immersione avvalorano anche i resoconti antichi protratti fino a tardo medioevo di un antico arcipelago sommerso. Vicino alla fortezza, a profondità tra i 4-5 metri, vi è un'area archeologica che testimonia del cambiamento idrogeologico che c'è stato nel corso dei tempi che ha anche implicato gli insediamenti, sono presenti due horrea, scalinate in pietra, crogioli, vasche per la raccolta delle acque, massi di arenaria intagliati per estrarne blocchi per la costruzione e resti delle mura del castello stesso. Vari relitti di epoche varie sono sparse nelle acque circostanti del borgo.

## Società

### Religione

#### Santi patroni
- Sant'Antonio da Padova e San Giuseppe. Festeggiati l'ultima settimana di maggio.

## Cultura

### Cucina
Le ricette del luogo sono pressoché simili a molte città della Calabria ed in particolare della zona in cui è allocata, possono differire i nomi di alcune pietanze a differenza delle città più prossime, anche ingredienti o processi per realizzare la pietanza. Molti cibi sono legati a certe festività e spesso vengono preparati esclusivamente per quei periodi. Una ricetta tipica del luogo è la zuppa di pesce composta da vari tipi di pesce in una zuppa.

### Istruzione
- I.P.S.A.R (anche I.P.S.E.O.A) “Le Castella” Istituto Professionale per i Servizi Alberghieri e della Ristorazione
- Istituto comprensivo "Gioacchino da Fiore"

### Filmografia

#### Film e serie tv girati a Le Castella
- Il Vangelo secondo Matteo, regia di Pier Paolo Pasolini (1964);
- L'armata Brancaleone, regia di Mario Monicelli (1966);
- Nessuno deve sapere, miniserie TV, regia di Mario Landi (1972)
- Il coraggio di parlare, regia di Leandro Castellani (1987)
- Il piccolo crociato, regia di Václav Kadrnka (2017).
- Sandokan, serie tv, regia di Jan Maria Michelino e Nicola Abbatangelo (2024)

### Eventi
- Battaglia di Le Castella
- Conseguimento del Guinness World Record per la zuppa di pesce più grande del mondo con 10 quintali di pesce. La pentola usata per il record è tuttora presente sulla stradina che porta alla fortezza.[24]

## Economia

### Agricoltura
La coltivazione di finocchi è la più importante e viene raccolto una particolare varietà che è tipica del comune di Isola di Capo Rizzuto ed è presente anche in zone limitrofe del Marchesato. Altre coltivazioni importanti sono gli uliveti e i vigneti.

### Pesca
Nonostante nell'area marina protetta di Capo Rizzuto vigono delle limitazioni in fatto di pesca, viene esportato anche in zone vicine facendo attenzione a non danneggiare la flora e la fauna.

### Turismo
Molto attiva in ambito turistico, sono presenti diverse infrastrutture alberghiere, inoltre, è stato costruito un porticciolo nei pressi della fortezza aragonese dove è possibile fare escursioni nell'area marina protetta di Isola Capo Rizzuto.

## Infrastrutture e trasporti
Il paese è collegato dalla SS106 dalle strade SP43 e la SP44 (nel medioevo si chiamavano la prima la "via delo Dienato" e l'altra la "via Magna") che corrispondono ai sentieri che portavano alla mulattiera principale che conduceva agli altri paesi delle vicinanze. È tra i pochi paesi della costa ionica calabrese a non essere attraversato dalla ferrovia jonica e sprovvisto di stazione annessa. Il paese è collegato da autobus. L'aeroporto più vicino è quello di sant'Anna. I due porti offrono ormeggio per barche.

### Porti
Ci sono due porti, il porticciolo peschereccio ed il porto turistico, presso la darsena del paese. Ciò non vuol dire che l'attraccaggio di barche e la pesca fu fenomeno recente. È attestato da atti notarili del periodo angioino, il commercio di coralli con mercanti veneziani e genovesi. Avvenivano anche piccoli scambi agricoli via mare con i paesi vicini. La pesca era di sussistenza.
L'isolotto sul quale è edificato il Castello aragonese offriva una darsena addetta all'attracco di piccole imbarcazioni da pesca, con pescaggio modesto.
Le navi al tempo angioino attraccavano nel piccolo golfo di fronte al villaggio, anche se esposto ai venti di libeccio e mezzogiorno, in tal caso veniva anche utilizzato il golfo del Sovereto. È noto ai sub del luogo in questo golfo la presenza di un molo "oggi semi-affondato "per l'attracco di imbarcazioni. Non è precisata l'epoca di questo.
L'attuale porto peschereccio, presente dal dopoguerra, è stato restaurato ed ingrandito, con il rifacimento del nuovo molo negli anni ottanta, insieme alla nuova costruzione del porto turistico. Questo è stato ricavato dall'ampia voragine creata dallo sfruttamento della cava di tufo, servita per la produzione di blocchi di tufo usati per la costruzione di case, ma sfruttata sin dai tempi Magno-greci e servita anche per la costruzione del castello naturalmente ed attiva fino agli anni sessanta, con intervalli periodici più o meno lunghi.

È stato sufficiente scavare il tufo per qualche metro per trovarsi al di sotto del livello del mare, abbattere una parete di scogli ormai sottile per consentire l'accesso del mare. Oggi è usato per imbarcazioni da diporto e turistico.

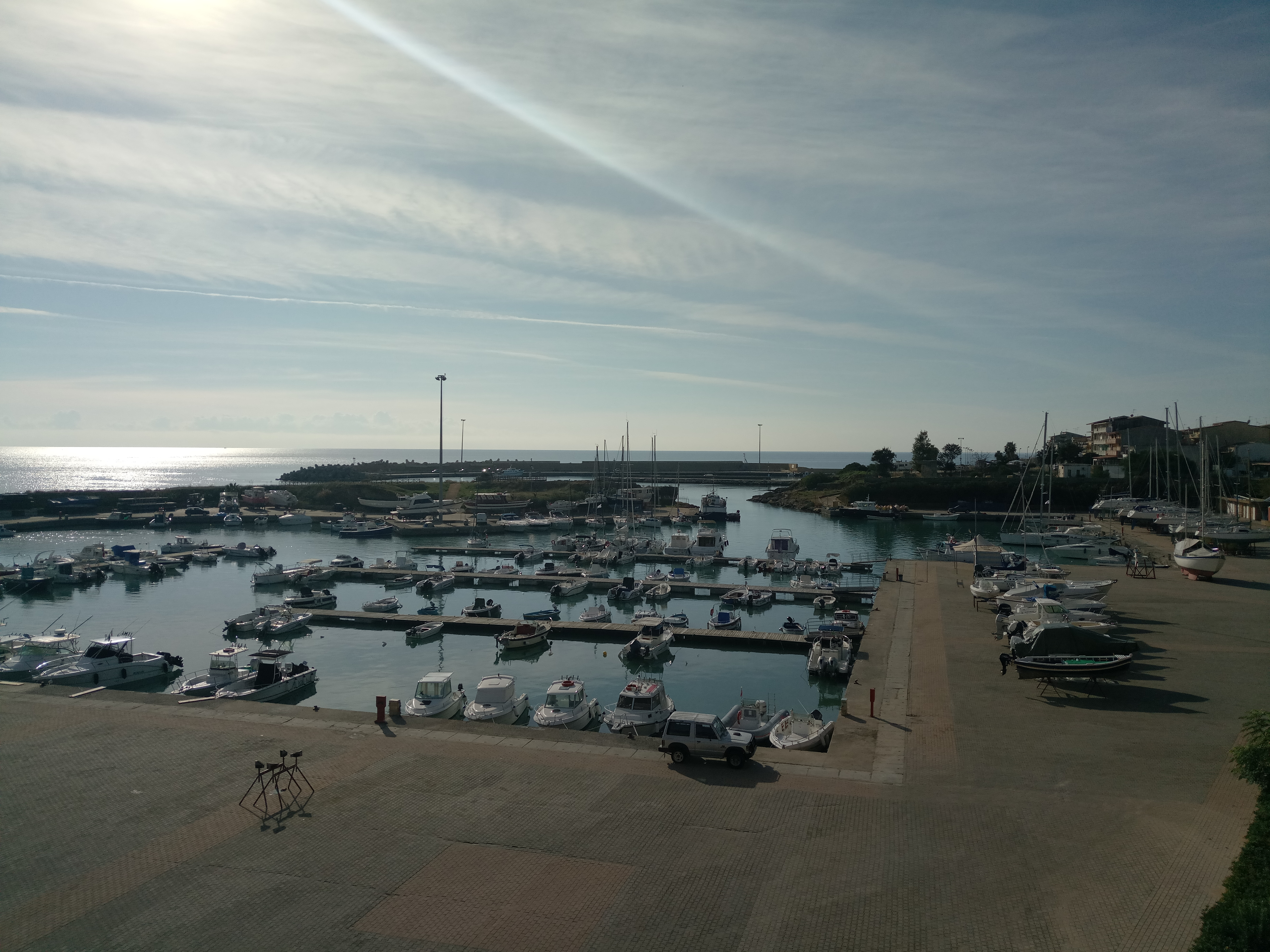
Vista sul porto turistico, in fondo si vede il porto peschereccio.
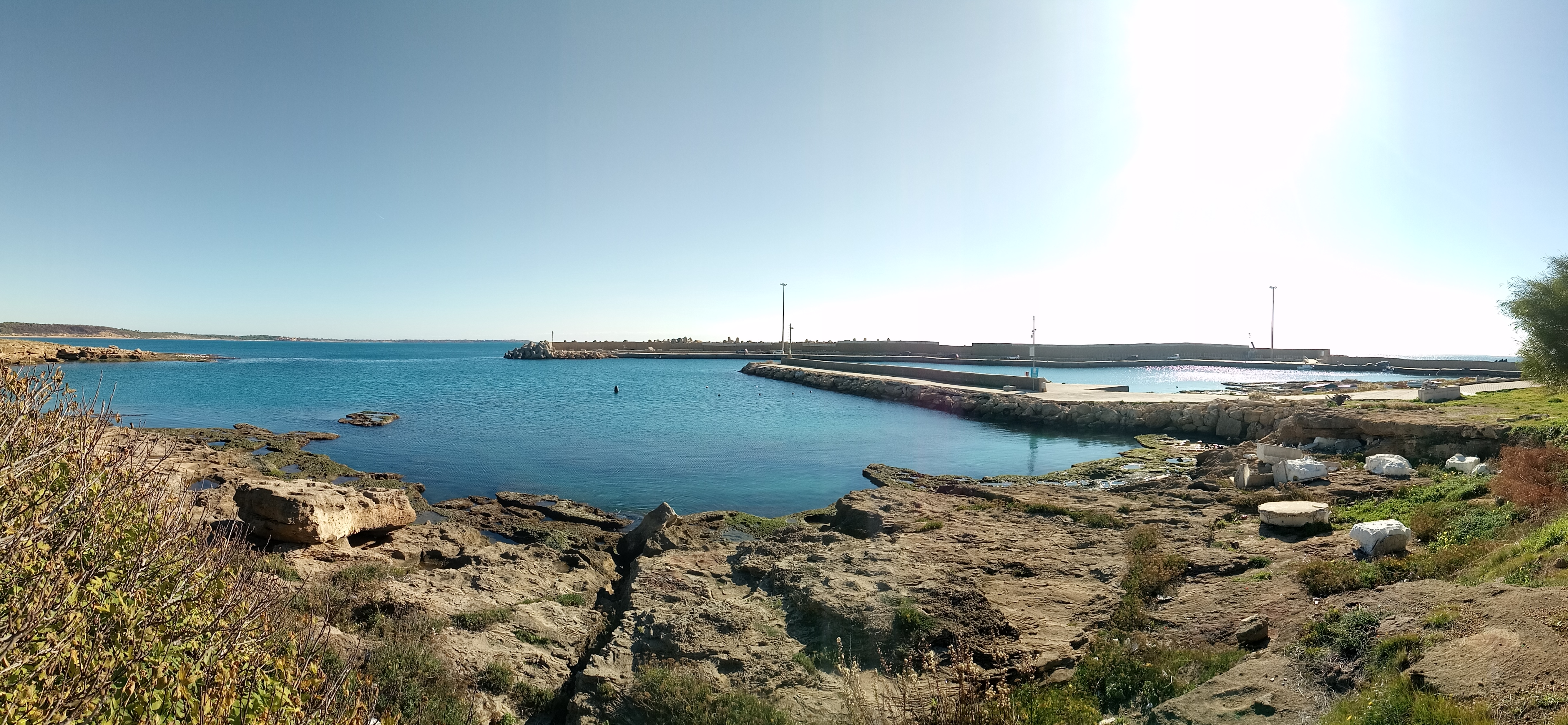
Vista sul porto peschereccio di Le Castella

## Sport
- Castellese: squadra di calcio.
- Le Castella Amatori, successivamente Associazione Sportiva Dilettantistica Le Castella Calcio (ASD Le Castella Calcio), registrata anche come Castellese: società sportiva dilettantistica di calcio.